# Jordaans-Arabisch
Het Jordaans-Arabisch is een continuüm van wederzijds verstaanbare varianten van het Levantijns-Arabisch, gesproken door de bevolking van Jordanië. Jordaans-Arabische variëteiten zijn Semitisch, met lexicale invloeden uit het Engels, Turks en Frans. Ze worden door meer dan 6 miljoen mensen gesproken en worden door de hele Levant en, in verschillende mate, in andere Arabisch-sprekende regio's begrepen. Zoals in alle Arabische landen, wordt het taalgebruik in Jordanië gekenmerkt door diglossie; Modern Standaardarabisch is de officiële taal die in de meeste geschreven documenten en de media wordt gebruikt, terwijl het dagelijkse gesprek wordt gevoerd in de lokale omgangsvormen.
Afgezien van de verschillende dialecten, moet men ook omgaan met de verschillen in het aanspreken van mannen, vrouwen en groepen; meervoudsvormen en werkwoordvervoegingen zijn zeer onregelmatig en moeilijk te bepalen vanuit hun hoofdletters; en er zijn verschillende letters in het Arabische alfabet die moeilijk te spreken zijn voor een Engelse spreker.